# Rio Claro (ort i Brasilien, Rio de Janeiro, Rio Claro, lat -22,72, long -44,14)
Rio Claro är en ort i Brasilien.   Den ligger i kommunen Rio Claro och delstaten Rio de Janeiro, i den sydöstra delen av landet, 900 km sydost om huvudstaden Brasília. Rio Claro ligger 464 meter över havet och antalet invånare är 12 620.
Terrängen runt Rio Claro är kuperad. Det finns inga andra samhällen i närheten.
Omgivningarna runt Rio Claro är huvudsakligen savann. Runt Rio Claro är det ganska glesbefolkat, med 25 invånare per kvadratkilometer.